# Hoplopholcus labyrinthi
Hoplopholcus labyrinthi är en spindelart som först beskrevs av Kulczynski 1903.  Hoplopholcus labyrinthi ingår i släktet Hoplopholcus och familjen dallerspindlar. Inga underarter finns listade i Catalogue of Life.